# Паутинная мозговая оболочка

Срез черепа, демонстрирующий оболочки головного мозга

Паутинная (арахноидальная) мозговая оболочка — одна из трёх оболочек, покрывающих головной и спинной мозг. Находится между двумя остальными оболочками — наиболее поверхностной твёрдой мозговой оболочкой и самой глубокой мягкой мозговой оболочкой, отделяясь от последней субарахноидальным (подпаутинным) пространством, заполненным 120—140 мл спинномозговой жидкости. Субарахноидальное пространство содержит кровеносные сосуды. В нижней части позвоночного канала в ликворе субарахноидального пространства свободно плавают корешки спинномозговых нервов («конский хвост»).

## Анатомия
Спинномозговая жидкость поступает в подпаутинное пространство из отверстий в четвёртом желудочке головного мозга, наибольшее её количество содержится в цистернах субарахноидального пространства — расширениях, располагающихся над крупными щелями и бороздами головного мозга.
Паутинная оболочка образует ворсинчатые выросты — грануляции паутинной оболочки (лат. granulationes arachnoidales), выпячивающиеся в просвет венозных синусов, сформированных твёрдой мозговой оболочкой, а также в кровеносные и лимфатические капилляры у места выхода корешков черепных и спинномозговых нервов из полости черепа и позвоночного канала. Посредством грануляций происходит реабсорбция ликвора через слой глиальных клеток и эндотелий синуса в венозную кровь. С возрастом количество и размеры ворсинок увеличиваются.
Паутинную и мягкую мозговые оболочки иногда рассматривают как общую структуру, лептоменинкс (др.-греч. λεπτομῆνιγξ), при этом твёрдая мозговая оболочка называется пахименинкс (др.-греч. παχυμῆνιγξ).

## Гистология
Паутинная оболочка, как следует из названия, имеет вид тонкой паутины, образованной соединительной тканью, содержит большое количество фибробластов. От паутинной оболочки отходят множественные нитевидные ветвящиеся тяжи (трабекулы), которые вплетаются в мягкую мозговую оболочку. С обеих сторон паутинная оболочка покрыта глиальными клетками.

## Иллюстрации

Оболочки ЦНС
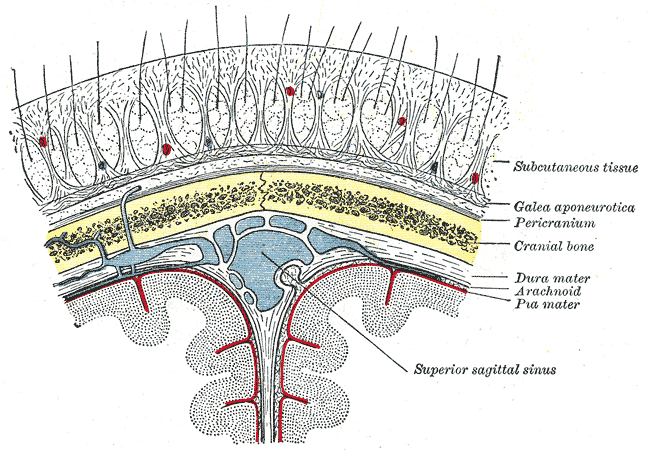
Срез черепа
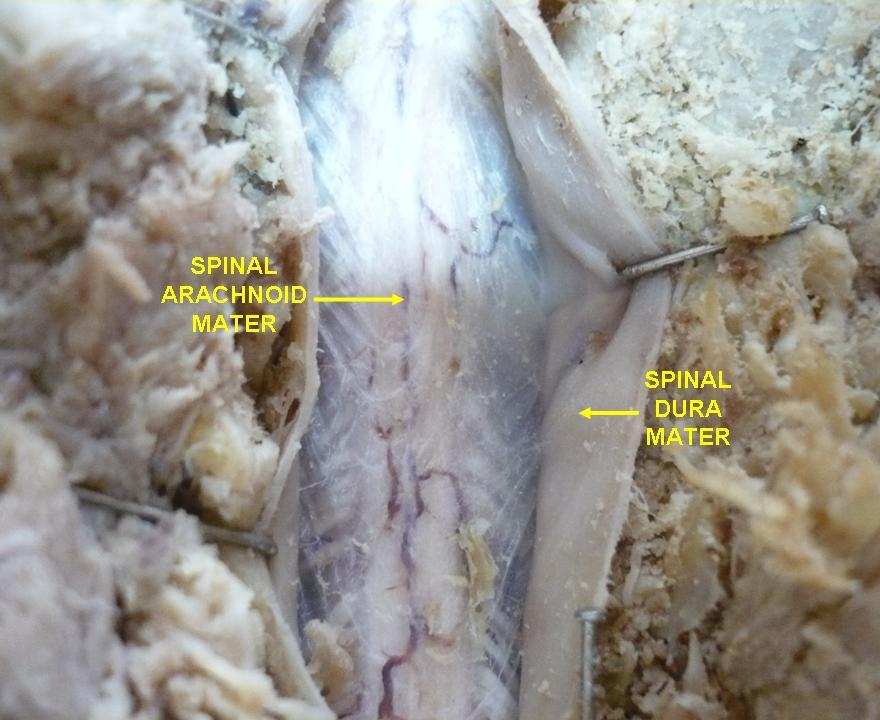
Паутинная мозговая оболочка